# Тяпкин, Аркадий Георгиевич
Арка́дий Гео́ргиевич Тя́пкин (1895, Москва — 1942) — российский футболист, правый защитник.

## Биография
Защитник московского СКЛ с 1913 по 1916 год. 12 июля 1914 года сыграл свой единственный матч за сборную России против Норвегии.